# Cueva glaciar

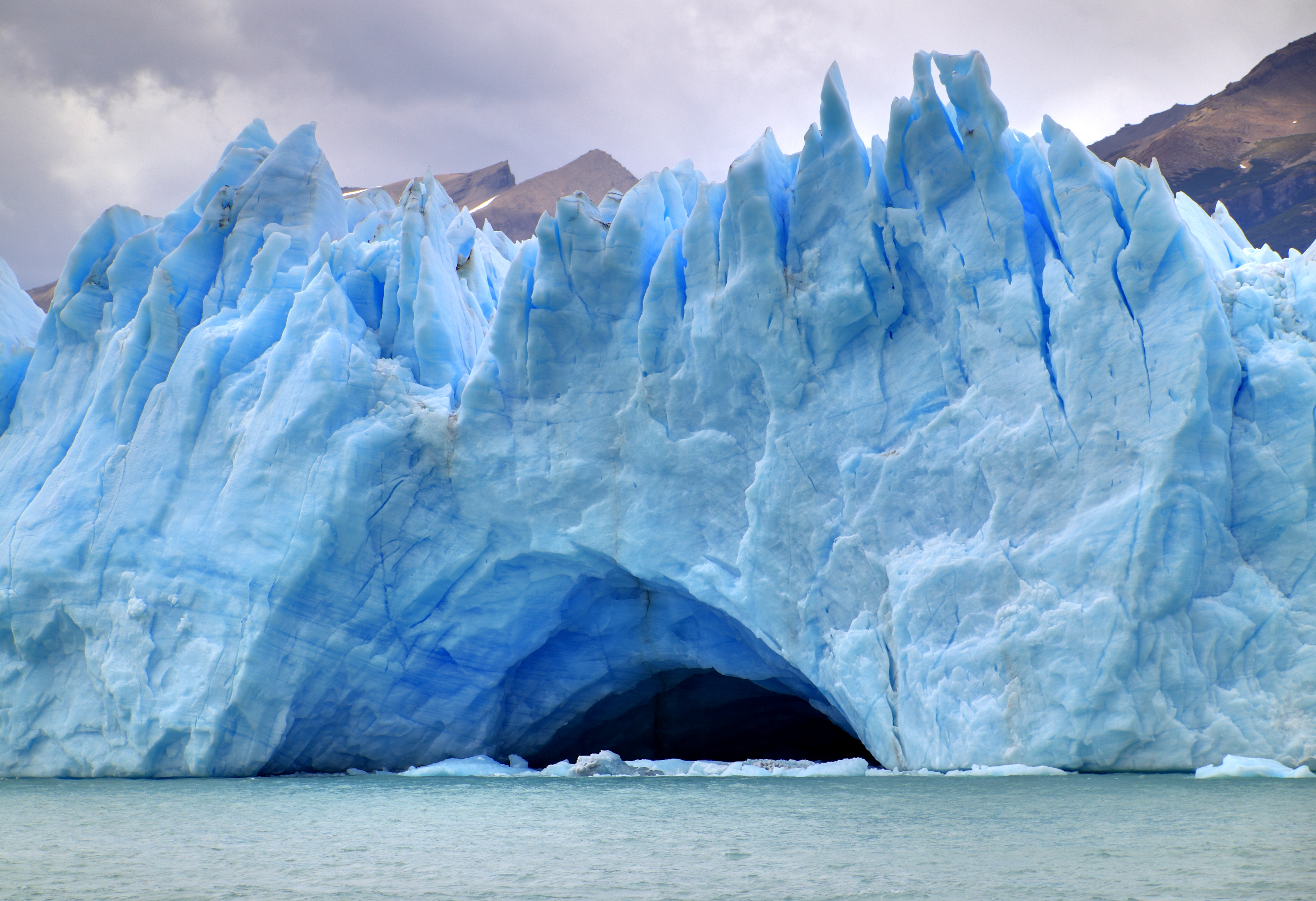
Una cueva glaciar parcialmente sumergida en el glaciar Perito Moreno. La fachada de hielo tiene aproximadamente 60 m de altura.

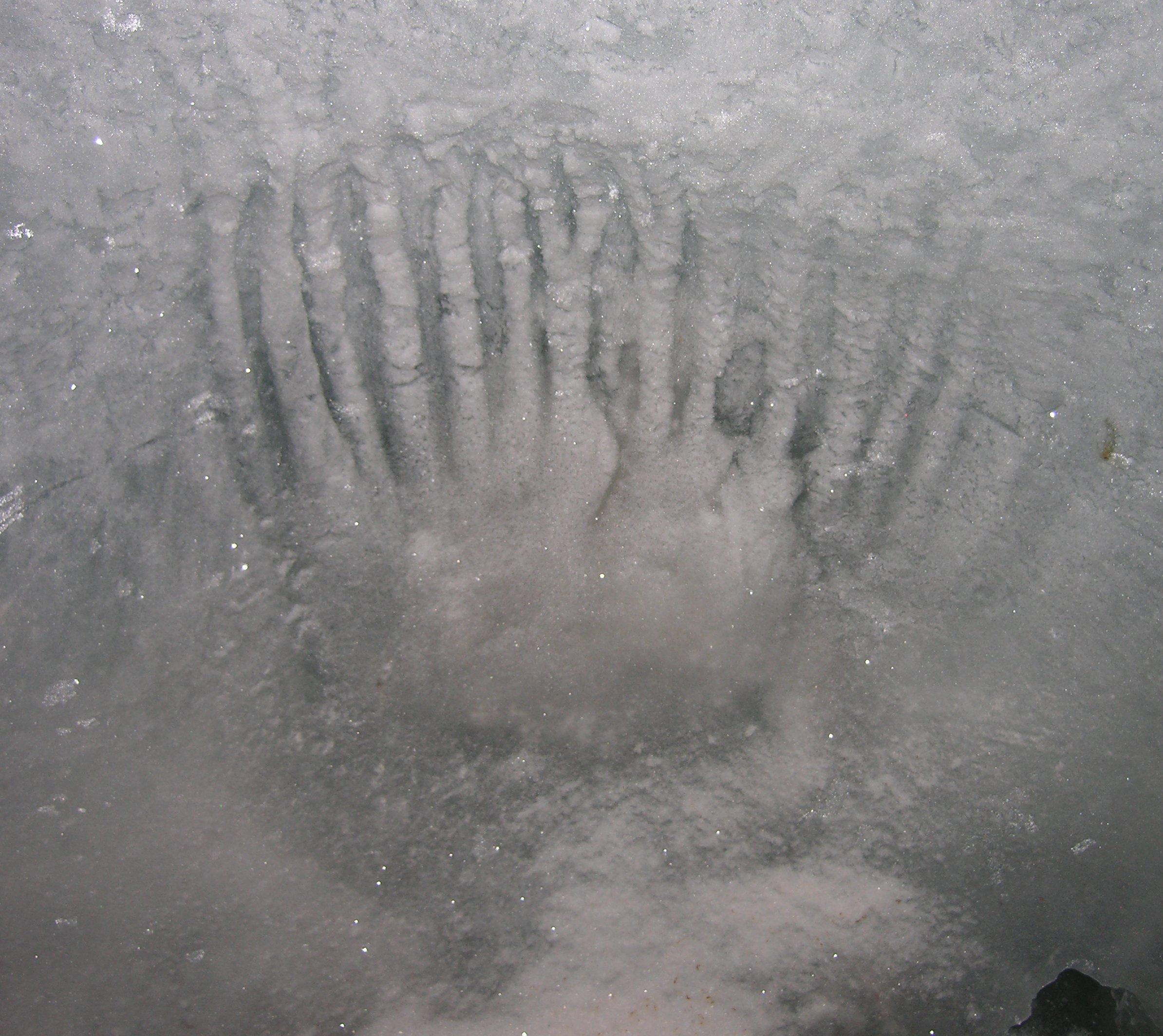
Formaciones de hielo en la cueva glaciar Titlis

Una cueva glaciar es una cueva que se forma en el interior del hielo de un glaciar. A las cuevas glaciares a veces se las considera inapropiadamente como cuevas de hielo, pero este término se debe de utilizar para describir correctamente las cuevas en lecho de roca que tienen hielo durante todo el año.

## Formación
La mayoría de las cuevas glaciares se inician por el agua que corre a través, o por debajo, del glaciar. Esta agua, que a menudo se origina en la superficie del glaciar por el deshielo, entra en el hielo a través de un molino glaciar y sale por el hocico del glaciar a nivel de base. La transferencia de calor desde el agua puede causar la suficiente fusión para crear una cavidad en el interior del hielo llena de aire, lo que a veces es ayudado por procesos de solifluxión. El movimiento del aire puede ayudar a ampliarlas mucho través del deshielo en verano y la sublimación en invierno.
Algunas cuevas glaciares se forman por el calor geotérmico de los respiraderos volcánicos o las fuentes termales localizadas bajo el hielo. Un ejemplo extremo es la cueva glaciar Kverkfjöll, localizada en el glaciar Vatnajökull, en Islandia, que medida en la década de 1980 tenía 2,8 km de largo con una diferencia vertical de 525 m.
Algunas cuevas glaciares son relativamente inestables debido a la fusión y al movimiento glaciar, y están sujetas a colapsos localizados o completos, así como a su desparición por retroceso glaciar. Un ejemplo de la naturaleza dinámica de las cuevas glaciares se puede ver en las Paradise Ice Caves, ubicadas en el monte Rainier, en los Estados Unidos. Conocidas desde el año 1900, se creyó que  las cuevas habían desaparecido por completo a mediados de la década de 1940, pero en 1978 unos espeleólogos midieron 13,25 km de pasillos en las cuevas glaciares allí, siendo entonces considerado como el sistema de cuevas glaciares más largo del mundo. Las cuevas de hielo Paradise se derrumbaron y desaparecion definitivamente en la década de 1990, y el lóbulo inferior del glaciar que albergaba  las cuevas también se desvaneció por completo entre 2004 y 2006.
La cuevas glaciares pueden ser utilizado por los glaciólogos para estudiar el interior de glaciares. El estudio de las cuevas del glaciar en sí es a veces llamado glaciospeleologia.